# Claire Richet
Pour les articles homonymes, voir Richet et Cousseran.
Claire Richet, née Cousseran le 1er mars 1920 à Uzerche et morte le 27 novembre 2016 à Montauban, est une journaliste française.

## Biographie
Née de parents enseignants, Claire Cousseran est issue d'une famille de deux enfants élevés dans le Puy-de-Dôme. Son frère Paul deviendra haut fonctionnaire et diplomate. Pendant l'occupation, ses parents sont renvoyés de l'éducation nationale car son père fait partie de l'obédience maçonnique du Grand Orient de France. Pour subvenir aux besoins de sa famille, elle arrête ses études de droit et devient journaliste à La Montagne.
Au début des années 1940, elle et sa famille rejoignent la résistance intérieure française du réseau Alibi, qui révèle des informations au service de renseignements britannique.
En 1946, elle intègre la première promotion du Centre de formation des journalistes (CFJ) de Paris, puis devient journaliste à L'Aube. Entre-temps, elle épouse Jacques Richet, cofondateur et secrétaire général du CFJ, avec qui elle aura une fille. Le 12 avril 1953, son mari disparaît en mer, Claire Richet est nommée secrétaire général du CFJ, poste qu'elle occupera jusqu'à sa retraite en 1985.
Elle meurt le 27 novembre 2016 à Montauban, à l'âge de 96 ans.

## Distinction
- Médaille de la Résistance française (décret du 31 mai 1947)